# 楚宗劫槓案
楚宗劫槓案 ，簡稱劫槓案，是明朝的歷史案件，萬曆卅三年（1605年），楚國（楚藩）宗室由於不滿朝廷對伪楚王案的判決，劫取了楚王朱華奎貢獻給明神宗的「皇槓」，獲贓二萬兩白銀，湖廣巡撫趙可懷拘捕了該等宗室，欲加審訊，卻遭到楚國宗室們殺害。在此案的审定过程中，又引发明廷的党争。此案，亦是楚藩案的一部分，兩次楚藩案也與妖書案迭有相關，故稱二書二楚。

## 簡介
楚王朱華奎襲爵後，一個名叫「王守仁」（並非陽明先生王守仁，僅是同名同姓）的軍官，與宗親王錦襲，向神宗上奏，自己王家的祖先定遠侯王弼，是朱華奎祖先楚昭王的姻親，其財產卻都被楚國霸佔，有黃金六萬八千兩，白銀二百五十萬兩，還有莊田八十六處的田租八百萬兩白銀，共計白銀一千三百萬兩，都在楚王府，如今紫禁城三大殿遭到祝融之災，應該命楚王交出來資助朝廷。
朱華奎回應：當年王弼被藍玉案牽連，被明太祖賜死，怎可能留下如此多的財產，而且開國之初，國家財政困窘，朝廷怎麼可能有如此多的金錢賜給功臣，指責王守仁說謊。又提到楚宮有四年發生火災，有一年甚至連燒了三次，錢都花在整修宮殿上。加上楚世子逆案後，朝廷以武岡王朱顯槐署理楚王府，又侵吞了大量楚國財產，如今楚國只有白銀十八萬兩，願意接受朝廷調查，也可以把土地都挖開，看是否有藏金銀於地下。朝廷調查結果，果然為王守仁說謊，神宗悻悻然結案，也不想處罰說謊的「王守仁」。
雖然逃過一劫，但是朱華奎在萬曆卅三年（1605年），還是有自知之明地以助工为由，奉獻給神宗白銀貳萬兩，以「皇槓」搬運。运送途中，被不滿伪楚王案的楚國宗室朱蕴鉁等三十餘人劫走。湖广巡抚赵可怀提讯該等人時，朱蕴鉁和朱蕴鍧挣断刑枷，還打死可懷，眾官走避。湖廣右參政薛三才、按察使李燾、巡按吳楷向朝廷報告楚國宗室作亂。
大學士沈一貫說這是寧王之亂的翻版，立刻調集鄖陽巡撫胡襟寰兵馬，打算攻打楚國，楚國宗室自危，薛三才、李燾上奏，此為一樁搶劫案件，並非謀叛，朝廷方才止兵。万历三十三年四月，朱蕴鉁與朱蕴鍧解送湖广承天府处死，朱华堆等三人自杀，朱华焦、朱蕴钫等被幽禁，人心惶然。
楚國宗室不過三千人，就有四十餘人入獄，且多是為了向朝廷陳情而抗議，全部被打為叛逆，牽連無辜甚多。處刑時承天府爆發大地震，民眾傳言說是「上干天怒」，袁宏道評論為：「國體藩規俱不論，老臣塗血也堪憐！」有人認為是朱華奎指使手下將與自己結怨的趙可懷毆打致死，嫁禍給楚國宗室們。